# Black Star (anarchistische organisatie)
Black Star of Mavro Asteri (Μαύρο Αστέρι) is een Griekse anarchistische groep die zich bezighoudt met gewelddadige directe actie. Black Star vraagt geregeld om de vrijlating van politiek gevangenen, waaronder Simeon Seisidis en Mumia Abu-Jamal.